# Giovanni Gravisi
Giovanni Gravisi (Trieste, 23 giugno 1905 – ...) è stato un calciatore italiano, di ruolo attaccante.
Era il fratello maggiore del calciatore Valerio Gravisi o Gravisi II e per questo era conosciuto come Gravisi I.

## Carriera
Ala sinistra, crebbe nella Ponziana Trieste, trasformatasi nel 1928 in ASPE. Nel 1930 si trasferì a Lecce dove debuttò in Serie B mettendo a segno 7 reti nel suo primo anno nella serie cadetta.
L'anno successivo passò al Padova, dove giocò per un altro anno insieme a suo fratello, mentre nel 1932 disputò un altro campionato di Serie B con la Serenissima Venezia. Terminò la carriera in Prima Divisione tornando a giocare con la Ponziana.
In Serie B ha disputato tre campionati per un totale di 62 presenze.